# トラヴィス・ペイン
トラヴィス・ペイン (Travis Payne、1971年7月5日 - )はアメリカ合衆国のディレクター、プロデューサー、振付師、ダンサー。
マイケル・ジャクソン THIS IS ITでは振付師を務めたことで有名。
その他マイケルのミュージックビデオ(ショートフィルム)やライブなどにも多数出演している。

## 来歴
9歳でダンススクールに通い始め、マイケル・ジャクソンとの仕事が長年の夢だったという。
彼のワールドツアーBad World Tourは何度も見にいったという。
マイケルと同時に彼の妹ジャネット・ジャクソンのファンであり1990年Rhythm Nation 1814 Tourを何度も見に行き振付を覚え宣伝用に自ら製作した動画がジャネットの目に止まりスカウトされる。日本に呼ばれそれからツアーに参加することとなる。
1992年のRemember The Timeで初めてマイケルと共演。それからはDangerous World Tour、HIStory World Tourと以降のワールドツアーに全て参加した。マイケルとジャネットの共演作Screamではディレクターとして参加。同作は史上最も費用のかかったPVとしてギネス世界記録にされた。
2009年マイケル没後に公開されたマイケル・ジャクソン THIS IS ITではディレクター・振付師として参加した。
徹子の部屋にも出演経験があり、マイケルとの思い出を語っている。
2013年よりSTARTO ENTERTAINMENT（旧ジャニーズ事務所）と契約し、ステイシー・ウォーカーと共に多くの舞台の振付を担当した。
彼が選抜したメンバーにより、Travis Japanが結成された。

## 受賞歴
- 2003年　第24回ゴールデンラズベリー賞　振り付けでの卓越した低功績に対する審査員特別賞（『アメリカン・スター』）

## 作品

### マイケル・ジャクソンとの共演
- Remember The Time (バックダンサーとして)
- Dangerous World Tour (バックダンサーとして)
- Scream (ディレクター・振付師として)
- Ghosts (バックダンサーとして)
- HIStory World Tour (バックダンサーとして)
- THIS IS IT (ディレクター・振付師として)
- Immortal World Tour (プロデューサーとして)

### その他
- ジャネット・ジャクソン Rhythm Nation 1814 Tour (バックダンサーとして)